# 백낙관
백낙관(白樂寬, 1846년 ~ 1883년)은 조선 말의 유학자요 열사다. 자는 경교(景敎), 호는 추강(秋江)이다. 본관은 남포(藍浦)다.

## 생애
1848년(철종 ) 병조참판 홍수(弘洙)의 아들로 남포 불은면(藍浦 佛恩面, 지금의 보령시)에서 태어났다.
1880년(고종 17) 개화를 반대하는 상소를 올렸다가 투옥되었으나 곧 풀려났다. 1881년에도 다시 '척왜'(斥倭)를 주창하는 상소를 올리려 했으나 결사가 되지 않아 뜻이 이루어지지 못했다. 그러자 1882년(고종 19) 5월 4일에는 홀로 남산(서울)에 올라가 봉화(烽火) 불을 피우고 다시 상소를 올리며 일제의 야욕과 흑심을 성토하다가 투옥되었다. 그 해 6월 9일 때마침 구식 군대에 의해 임오군란이 발생하자 난군(亂軍)들이 그를 '백충신'이라며 의금부에 돌입하여 옥문을 파쇄하고 구출해내어 방송(放送)하였다. 그러나 결국 한달만에 군란이 실패로 끝나자 8월에 다시 체포되어 10월에 제주목으로 위리안치(圍籬安置)되었다. 그를 주살해야 한다는 조정의 공론이 일어 1883년(고종 20) 6월 제주 유배에서 나와 서울로 이송되어 의금부의 남간(南間)에 수감되었다가 1883년 끝내 처형되었다.

## 사후
- 보령 5열사의 으뜸이라 한다.
- 이현규(李玄圭)의 현산문집(玄山文集)에 그의 행장이 기록되어 있다.
- 서울600년사 연표에 "충청도 유생 백낙관(白樂寬)이 남산에서 거화(擧火)하여 원정(原情)하였는데, 척사척외(斥邪斥外)를 논함"이라 기록되었다.

## 상소 내용
1882년 5월 4일 충청도 유생 백낙관(白樂寬)의 상소 일부
"고례(高禮) 때에는 수 양제(隋煬帝)의 강함과 당 태종(唐太宗)의 성대함으로도 모두 낭패하여 돌아감을 면하지 못하였습니다. 조선국에 와서도 왜국이 여러번 침략해왔습니다만 그 때마다 패주하였습니다. 선조(宣祖) 중년에 또 대규모로 침입해 들어올 징조가 있었으므로 이이(李珥)와 조헌(趙憲) 등은 다 같이 예비 대책을 취할 것을 진술하였으나 임진년에 와서 풍신수길이 백만이나 되는 무리로 바다를 뒤엎으면서 몰려와 우리의 궁실을 불살랐고 능침(陵寢)을 욕되게 하였던 것입니다. 어가를 모시고 서쪽으로 파천(播遷)하였는데 마침 명(明)의 구원을 받았고, 또 이항복(李恒福), 이덕형(李德馨), 이순신(李舜臣), 곽재우(郭再祐)와 같은 신하들은 모두 나라의 중흥을 보좌한 인물 중에 가장 현저했던 사람들이었습니다. 논개(論介)나 월선(月仙)은 먼 지방의 천기(賤妓)로 오히려 나라를 향한 충성심을 지니고 있었기 때문에 용맹을 자랑하던 적의 목을 베어 그 선봉부대를 좌절시켰습니다. 유정(惟政)과 영규(靈圭)는 산 속에 있는 승려이면서도 임금의 은혜에 보답하여야 한다는 것을 알았기 때문에 일당백으로 바다를 건너가 왜적을 토벌하였습니다."

## 가족관계
- 조부 : 성진(星鎭)
- 조모 : 이씨(李氏) 경국(擎國)의 딸
  - 부 : 홍수(弘洙) 병조참판
  - 모 : 김씨(金氏) 경한(敬翰)의 딸
    - 아들 : 남철(1865년 ~ ?)
    - 아들 : 남승, 남두, 남혁, 남순, 남술